# Municipio Humanata
Das Municipio Humanata (auch: Umanata) liegt im Departamento La Paz im südamerikanischen Anden-Staat Bolivien.

## Lage im Nahraum
Das Municipio Humanata ist per Gesetz von 2009 als selbstständiges Municipio eingerichtet worden und im Wesentlichen aus dem Kanton Umanata hervorgegangen, das bis 2009 einer von neun Kantonen des Municipio Puerto Acosta gewesen ist.
Heute ist das Municipio Humanata ist eines von fünf Municipios der Provinz Eliodoro Camacho und liegt im nordwestlichen Teil der Provinz. Es grenzt im Nordwesten an die Republik Peru, im Südwesten und Süden an das Municipio Puerto Acosta, und im Osten an das Municipio Mocomoco.
Das Municipio besteht aus 30 Subkantonen (vicecantones) und hat 41 Ortschaften (localidades), zentraler Ort des Municipio ist Humanata mit 426 Einwohnern (Volkszählung 2012) im südlichen Teil des Municipios.

## Geographie
Das Municipio Humanata liegt auf dem bolivianischen Altiplano am Westrand der Cordillera Real.
Die mittlere Durchschnittstemperatur der Region liegt bei knapp 9 °C, der Jahresniederschlag beträgt etwa 850 mm (siehe Klimadiagramm Puerto Acosta). Die Region weist ein ausgeprägtes Tageszeitenklima auf, die Monatsdurchschnittstemperaturen schwanken nur unwesentlich zwischen knapp 6 °C im Juli und gut 10 °C von November bis Januar. Die Monatsniederschläge liegen zwischen unter 15 mm in von Juni bis August und einer Feuchtezeit von Dezember bis März mit Werten zwischen 120 und 170 mm.

## Bevölkerung
Die Einwohnerzahl des Municipio Humanata ist in den vergangenen drei Jahrzehnten um fast ein Viertel zurückgegangen:
| Jahr | Einwohner | Quelle       |
| ---- | --------- | ------------ |
| 1992 | 6 609     | Volkszählung |
| 2001 | 6 447     | Volkszählung |
| 2012 | 5 342     | Volkszählung |
| 2024 | 5 615     | Volkszählung |

Für das gesamte Municipio Puerto Acosta galten bei der letzten Volkszählung von 2001 die folgenden Daten:
- Das Municipio hatte eine Bevölkerungsdichte von 33,2 Einwohnern/km², die Lebenserwartung der Neugeborenen lag bei 59,8 Jahren, die Säuglingssterblichkeit war von 6,5 Prozent (1992) auf 7,4 Prozent im Jahr 2001 angestiegen.
- Der Alphabetisierungsgrad bei den über 15-Jährigen betrug 72,6 Prozent, und zwar 87,5 Prozent bei Männern und 58,9 Prozent bei Frauen.
- 51,1 Prozent der Bevölkerung sprechen Spanisch, 97,3 Prozent sprechen Aymara, und 0,2 Prozent Quechua.
- 82,0 Prozent der Bevölkerung haben keinen Zugang zu Elektrizität, 87,1 Prozent leben ohne sanitäre Einrichtung.
- 45,2 Prozent der Haushalte besitzen ein Radio, 4,5 Prozent einen Fernseher, 22,1 Prozent ein Fahrrad, 0,4 Prozent ein Motorrad, 0,5 Prozent einen PKW, 0,1 Prozent einen Kühlschrank, und 0,2 Prozent ein Telefon.

## Politik
Ergebnis der Regionalwahlen (concejales del municipio) vom 4. April 2010:
| Wahl- berechtigte |  | Wahl- beteiligung | gültige Stimmen |  | MSM    | MAS-IPSP |
| ----------------- |  | ----------------- | --------------- |  | ------ | -------- |
| 2.310             |  | 2.066             | 1.075           |  | 622    | 453      |
|                   |  | 89,4 %            | 52,0 %          |  | 57,9 % | 42,1 %   |

Ergebnis der Regionalwahlen (elecciones de autoridades políticas) vom 7. März 2021:
| Wahl- berechtigte |  | Wahl- beteiligung | gültige Stimmen |  | J.A.LLALLA.L.P. | MAS-IPSP | MTS    | ASP    | PDC    | PBCSP  | VENCEREMOS |
| ----------------- |  | ----------------- | --------------- |  | --------------- | -------- | ------ | ------ | ------ | ------ | ---------- |
| 2.439             |  | 2.134             | 1.608           |  | 924             | 417      | 85     | 48     | 30     | 27     | 21         |
|                   |  | 87,49 %           | 75,35 %         |  | 57,46 %         | 25,93 %  | 5,29 % | 2,99 % | 1,87 % | 1,68 % | 1,31 %     |

## Gliederung
Das Municipio ist nicht weiter in Kantone (cantones) untergliedert.

## Ortschaften im Municipio Humanata
- Quillihuyo 491 Einw. – Humanata 426 Einw.